# Azzeddine Laraki
Pour les articles homonymes, voir Laraki (homonymie).
 (novembre 2016).
Si vous disposez d'ouvrages ou d'articles de référence ou si vous connaissez des sites web de qualité traitant du thème abordé ici, merci de compléter l'article en donnant les références utiles à sa vérifiabilité et en les liant à la section « Notes et références ».
Azzeddine Laraki, né le 1er mai 1929[réf. souhaitée] à Fès, mort le 1er février 2010 à Rabat à l'âge de 80 ans, est un médecin et homme d'État marocain. 
Il fut Premier ministre du 30 septembre 1986 au 11 août 1992.  Il est l'artisan de l'arabisation puis de l'islamisation controversée de l'enseignement au Maroc. Il est également accusé de corruption.

## Biographie

### Origines et études
Azzeddine Laraki est issu de la grande bourgeoisie fassie. 
Il a fait ses études primaires et secondaires à Fès.
Dans les années 50, alors que le Maroc est toujours sous l'occupation française, il part en France pour entamer des études. En 1957, il obtient un Doctorat à la faculté de médecine de Paris.

### Parcours professionnel
Ancien interne des hôpitaux du Maroc, il est ancien médecin en chef adjoint de la province d'Oujda.
Azeddine Laraki a été nommé en 1958 au poste de directeur de cabinet du ministre de l'Education nationale et en 1959 directeur du cabinet du ministre de la Santé publique.  
Il devint ensuite directeur de l'hôpital Avicenne avant d'être désigné en 1960 chef du service de pneumologie et de chirurgie thoracique.
Après avoir passé en décembre 1967 le concours d'agrégation de médecine, il devient professeur à la faculté de médecine et en 1972, professeur titulaire de chaire, membre de plusieurs sociétés scientifiques nationales et internationales.
M. Laraki est également auteur de plusieurs publications scientifiques et littéraires et membre de l'Union des écrivains du Maroc.

### Ministre de l'Éducation
Le 10 octobre 1977, il est nommé ministre de l'Éducation nationale et de la Formation des cadres puis ministre de l'Éducation nationale en novembre 1981.
Entoure de conseillers passéistes, il remplace l'enseignement de la philosophie par des départements d'études islamiques et fait appel a des enseignants formés en Arabie saoudite
En avril 1982, il devient membre de l'Académie du royaume du Maroc. En 1983, il est reconfirmé le 30 novembre 1983 dans ses fonctions de ministre de l'Éducation nationale. Il participe a plusieurs conférences de l'UNESCO, notamment a Paris en 1982 et a Sofia en 1985. 
En janvier 1986, Azzeddine Laraki a été élu président du Comité exécutif de l'Union arabe de l'éducation physique et sportive, lors de la tenue à Rabat de la réunion constitutive de cette Union.

#### Accusations de corruption
Il lui fut reproché de s’être particulièrement enrichi en tant que ministre de l'Éducation. Il aurait fait construire, par ses propres entreprises, les nouvelles écoles publiques. Il serait arrogé un monopole de fait sur le marché des équipements scolaires  .

### Premier ministre
Le 12 mars 1986, il a été nommé par Hassan II vice-Premier ministre
Le 30 septembre de la même année, il a été nommé Premier ministre et l'est resté jusqu'à ce que Mohamed Karim Lamrani — qui l'avait précédé à ce poste — lui succède le 11 août 1992.

### Al Akhawayn et OIC
En août 1994, Hassan II le nomme président du conseil d'administration de l'université Al-Akhawayne d'Ifrane alors que Laraki ne parle pas l'anglais. Laraki part suivre des cours d'anglais aux Etats-Unis 
En février 1996, le Maroc présente sa candidature au poste du secrétaire général de l'Organisation de la Coopération Islamique. Le 12 décembre 1996, il a été élu secrétaire général de l'OCI lors de la 24e conférence des ministres des Affaires étrangères réunie à Jakarta, puis investi officiellement en décembre 1997 lors du 8e sommet islamique tenu à Téhéran.

## Décorations et distinctions
- Membre de l'Académie du royaume du Maroc[4].